# Come noi nessuno al mondo
Come noi nessuno al mondo è un brano musicale scritto da Toto Cutugno ed interpretata dallo stesso autore in duetto con Annalisa Minetti nel 2005.
La canzone ha partecipato al Festival di Sanremo 2005, dove era tra le favorite per la vittoria. Il brano, la cui esecuzione orchestrale è stata diretta da Mario Natale, vince nella categoria "Classic" e si piazza al secondo posto assoluto dietro Angelo di Francesco Renga.
Durante la quarta serata, la serata dei duetti, il brano è stato eseguito in trio con la partecipazione di Rita Pavone.

## Tracce
1. Come noi nessuno al mondo – 4:58 (Toto Cutugno)